# Onder de Radar
Onder de Radar is een Nederlands technofestival dat sinds 2018 jaarlijks in augustus gehouden wordt op Vliegbasis Twenthe in Enschede. Sinds de editie van 2024 is het een meerdaags festival geworden, met een festivalcamping op een naastgelegen terrein.  
De infrastructuur van het voormalige militaire vliegveld is nog steeds aanwezig: langs de landingsbaan zijn tussen de bunkers en barakken, kazerne, verkeerstoren, radar en in twee F16-shelters een tiental podia opgebouwd. De bezoekersaantallen van het festival stijgen jaarlijks: van 4000 bij de eerste editie in 2018 tot 25.000 in 2024. In 2020 en 2021 werd het festival geannuleerd in verband met de coronapandemie.  

## Line-up
Een selectie van DJ’s die door de jaren heen gedraaid hebben op Onder de Radar:
- Nina Kraviz
- Robert Hood
- Derrick May
- Luke Slater
- Speedy J
- KI/KI